# Анушаван Сосанвер
Анушава́н Сосанве́р (арм. Անուշավան Սոսանվեր; Sawsanuer: saws — «платан», nuer — «дар, посвящение») — в древнеармянской мифологии один из первопредков армян, внук Ара Гехецика, умный, одарённый юноша; воплощение платана или священной рощи платанов близ Армавира (столица и религиозный центр древнеармянского Араратского царства). К Анушавану как к духу священного платана обращались за предсказанием будущего (в роще гадали по шелесту листьев деревьев). Этимология имени свидетельствует, по-видимому, о том, что Анушаван Сосанвер ассоциировался с вечной цикличностью возрождения растительности. Анушаван правил с 1744—1726 гг. до.н. э.

## Приход к власти
Анушаван был сыном Ара II. В начале жизни он был в Ассирии. Он каждый день у ассирийского царя просил короны на армянский престол. Наконец, Анушаван выплатив дань пришёл к власти в Армении.